# سكورانو
سكورانو (بالإيطالية: Scorrano)‏ هي بلدية في مقاطعة ليتشي في إقليم بوليا الإيطالي.

## السكان
في سنة 1861 بلغ عدد السكان 1٬771 نسمة، وتطور العدد ليصل في سنة 2011 لـ 6٬975 نسمة.
يظهر هذا المخطط البياني تطور النمو السكاني لـ سكورانو

## أعلام
- داريو ستيفانو